# Guido Giovannetti
Guido Giovannetti (Terni, Italia, 19 de marzo de 1991) es un árbitro de baloncesto italiano de la Lega Basket Serie A. Internacional, forma parte del grupo de oficiales de EuroLeague Basketball desde la temporada 2021–22 y aparece en el listado oficial de 2024–25. Compagina su carrera arbitral con la medicina, especializado en medicina del deporte.

## Trayectoria
Formado en el ámbito de la FIP/AIAP, debutó en la Serie A en 2017 y se consolidó en el primer grupo arbitral italiano.  
En el ecosistema de Euroleague Basketball su primera presencia documentada en Euroliga data de la temporada 2021–22 (5 de noviembre de 2021). Desde entonces alterna designaciones de Euroliga y EuroCup.

## Euroliga y EuroCup
- Euroliga / EuroCup: 2021–22 – presente (alta en el clinic de 2021; en el listado oficial 2024–25).[13][14]

Partidos destacados (selección)
- Euroliga RS 2021–22: Olympiacos – Monaco (05/11/2021).[15]
- Euroliga RS 2024–25: Bayern – Monaco (15/01/2025).[16]
- EuroCup 2023–24 (RS): Aris – Budućnost (17/01/2024).[17]

## Palmarés y reconocimientos
- Arbitro Internazionale (AIAP/FIP).[18]
- Finales nacionales en Italia (datos AIAP): 7 Finali Scudetto, 2 Coppa Italia y 2 Supercoppa (como árbitro en las ternas de final).[19]
- Médico en primera línea durante la COVID-19 (reportaje FIBA).[20]
- Designación Next Generation (Euroleague) – torneo ANGT Abu Dabi, mayo de 2024.[21]